# Lavochkin-Gorbunov-Gudkov LaGG-1
Lavochkin-Gorbunov-Goudkov LaGG-1 (Лавочкин-Горбунов-Гудков ЛаГГ-1) là một máy bay tiêm kích của Liên Xô trong Chiến tranh Thế giới II. Dù đây là một loại máy bay chiến đấu không được thành công, nhưng hình dáng của nó lại là thiết kế cơ bản cho một số máy bay chiến đấu nổi tiếng của Liên Xô trong chiến tranh.

## Lịch sử
LaGG-1 được thiết kế vào năm 1938 như một máy bay hạng nhẹ sử dụng động cơ Klimov M-105 và gỗ dán trong chế tạo để hạn chế sử dụng các nguyên liệu kim loại đang rất khan hiếm vào thời điểm đó. Nguyên mẫu đầu tiên vào ngày 30 tháng 3 năm 1939, và sau một số khó khăn ban đầu nó đã được chứng minh là một mẫu máy bay chiến đấu đầy hứa hẹn bởi những nhà thiết kế. Trong giai đoạn này, nhu cầu về những máy bay hiện đại để hiện đại hóa Không quân Xô Viết đã được thực hiện do những mất mát trong Chiến tranh Mùa đông với Phần Lan, và những máy bay lúc đầu được gọi là I-22 đã được chấp nhận để sản xuất hàng loạt.
Khoảng 100 chiếc đã được gửi tới những phi đội để thử nghiệm đánh giá, tại đây những khuyết điểm đã nhanh chóng bộc lộ. Máy bay không có động cơ đủ mạnh, thiếu khả năng cơ động và tầm hoạt động. Hơn nữa, trong khi 7 nguyên mẫu được chế tạo cẩn thận theo đơn đặt hàng riêng và kết thúc thử nghiệm với tiêu chuẩn chất lượng đạt rất cao, thì những chiếc được sản xuất hàng loạt này lại tương đối chưa hoàn thiện, và những chiếc máy bay này chỉ góp phần thêm vào tình trạng yếu kém hiện có trong Không quân Xô Viết.
Những báo cáo về các vấn đề của LaGG-1 đã được gửi tới đội thiết kế, và một loạt những cải tiến đã được thực hiện dẫn đến sự xuất hiện của LaGG-3.

## Quốc gia sử dụng
Liên Xô
- Không quân Xô Viết

## Thông số kỹ thuật (LaGG-1)

### Đặc điểm riêng
- Phi đoàn: 1
- Chiều dài: 8.81 m (28 ft 11 in)
- Sải cánh: 9.80 m (32 ft 2 in)
- Chiều cao: 4.40 m (14 ft 5 in)
- Diện tích cánh: 17.5 m² (188 ft²)
- Trọng lượng rỗng: 2.478 kg (5.463 lb)
- Trọng lượng cất cánh: 2.968 kg (6.543 lb)
- Trọng lượng cất cánh tối đa: 3.380 kg (7.452 lb)
- Động cơ: 1× động cơ V-12 làm lạnh bằng chất lỏng Klimov M-105P, 820 kW (1.100 hp)

### Hiệu suất bay
- Vận tốc cực đại: 605 km/h (377 mph)
- Tầm bay: 556 km (346 mi)
- Trần bay: 9.600 m (31.500 ft)
- Vận tốc lên cao: 14.3 m/s (2.804 ft/min)
- Lực nâng của cánh: 170 kg/m² (35 lb/ft²)
- Lực đẩy/trọng lượng: 270 W/kg (0.17 hp/lb)

### Vũ khí
- 2x súng máy 7.62 mm ShKAS đặt phía trên động cơ
- 1x pháo 20 mm ShVAK

## Nội dung liên quan

### Máy bay có cùng sự phát triển
- LaGG-3
- Lavochkin La-5
- Lavochkin La-7

### Máy bay có tính năng tương đương
- Messerschmitt Bf 109
- Supermarine Spitfire
- Curtiss P-40
- Kawasaki Ki-61

### Trình tự thiết kế
LaGG-1 - LaGG-3 - La-5 - La-7